# EuroGames

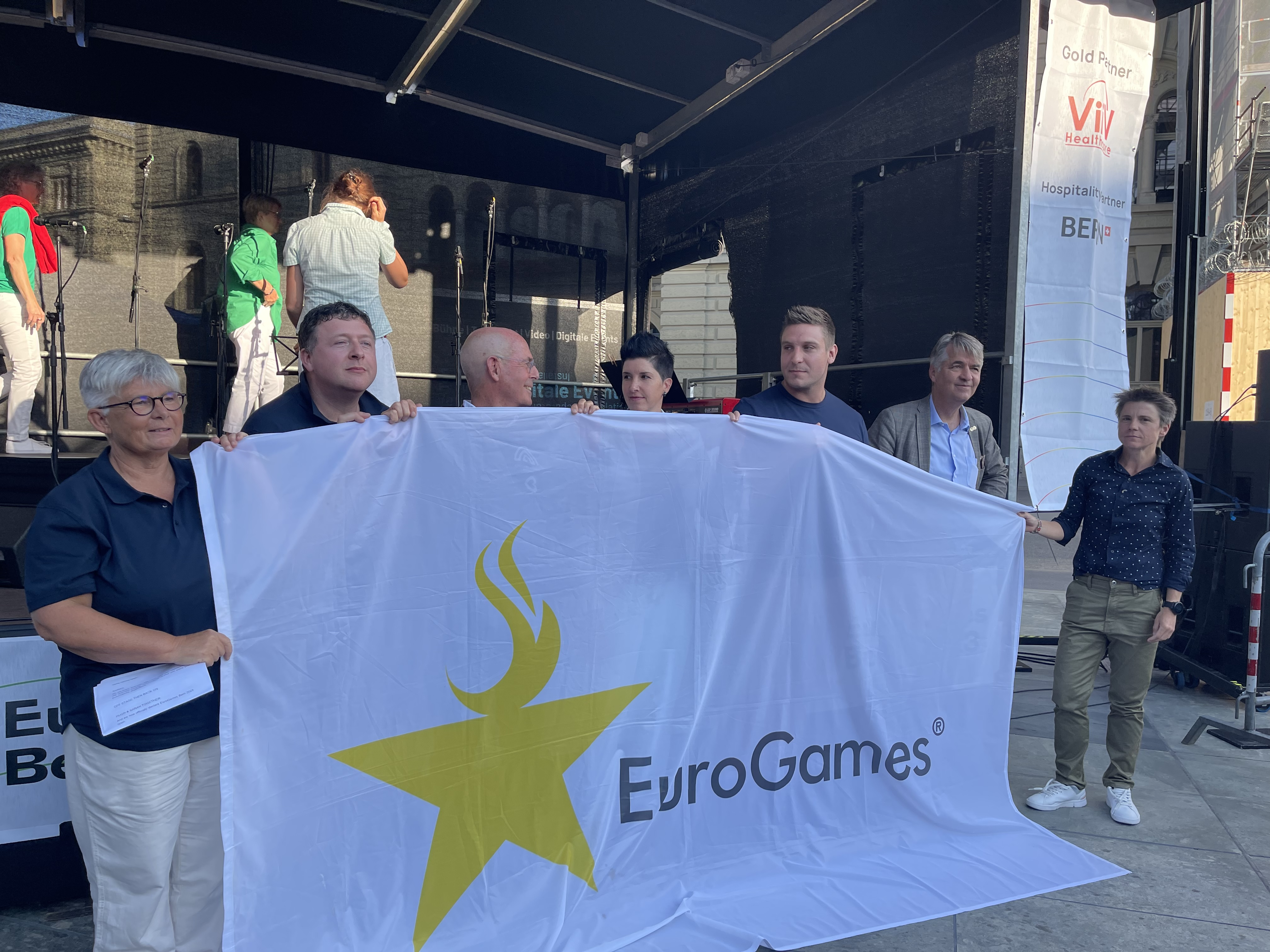
Bandiera degli EuroGames presentata alla cerimonia di apertura di Berna 2023.

Gli EuroGames sono un evento multisportivo LGBT+ in Europa, concesso in licenza dalla EGLSF (European Gay and Lesbian Sport Federation) a una città locale che li ospita ogni anno e organizzato (il più delle volte) da uno o più club membri della federazione. Come i Gay Games, gli EuroGames sono un evento sportivo per tutti, aperto alla partecipazione indipendentemente da sesso, età, identità sessuale o abilità fisica. Inoltre, spesso includono sport non olimpici meno importanti e discipline che rispondono all'interesse delle comunità LGBT+, come il ballo da sala per persone dello stesso sesso, la line dance, il cheerleading, l'aerobica, il bodybuilding e il nuoto sincronizzato/artistico con partecipanti maschili (storicamente vietato).
In termini di scala, gli EuroGames contano da 1,5 a circa 4 mila (o eccezionalmente più) partecipanti provenienti principalmente dall'Europa occidentale e meridionale, ma anche da altre parti del mondo (spesso comunità asiatiche e americane diasporiche), il più delle volte con sovvenzioni extra di sostegno per i partecipanti meno privilegiati.
Gli EuroGames hanno luogo spesso per un intero fine settimana lungo con cerimonie di apertura, alcune attività sportive e attività sociali e culturali (come programma collaterale) che si svolgono anche nei giorni precedenti.

## Storia
Il nome ufficiale degli EuroGames è European Gay and Lesbian Multi-Sports Championships (campionato multisportivo gay e lesbico europeo). Si tratta di un'iniziativa olandese ispirata ai GayGames, organizzati per la prima volta all'Aia nel 1992.
Gli EuroGames sono un evento sportivo di più giorni. Vengono organizzati ogni anno in una città europea, tranne negli anni in cui si svolgono i Gay Games mondiali. Dall'avvento dei World Outgames nel 2006, questo aspetto è stato preso in considerazione per determinare se una città è assegnata o meno a un determinato anno. In un anno in cui si svolgono i Gay Games e/o i World Outgames, gli EuroGames generalmente non si svolgono.
Come i Gay Games e i World Outgames, gli EuroGames sono aperti a tutti, indipendentemente da sesso, età, razza, religione, orientamento sessuale o disabilità. Quando uno sport competitivo non ha ancora raggiunto il numero massimo di partecipanti, sono ammessi anche partecipanti provenienti da paesi extraeuropei.
Dal 2001, gli EuroGames esistono in due versioni: i grandi EuroGames e i piccoli EuroGames. Era previsto che questi piccoli EuroGames avessero un massimo di 1.500 partecipanti e sette sport e durassero due giorni. I "piccoli" EuroGames di Utrecht 2005 sono stati un'eccezione. Quasi 3.000 partecipanti, nove sport di competizione e tre giorni di gara hanno fatto sì che Utrecht, la più piccola città organizzatrice fino a quel momento, avesse gli EuroGames "piccoli" più grandi rispetto ad Hannover e Copenaghen, rispettivamente nel 2001 e nel 2003.

## EuroGames 2023 a Berna, Svizzera
Gli EuroGames 2023 si sono svolti a Berna dal 26 al 29 luglio 2023. All'evento hanno partecipato 20 discipline sportive e oltre 2.000 atleti di vari orientamenti sessuali e identità di genere. L'evento sportivo comprendeva nuovi sport dimostrativi come il Quidditch e attività ricreative locali come l'escursionismo. Tra le discipline classiche c'erano il tennis e il bowling, ma erano previste anche altre discipline come l'allenamento di strada, la Hyrox challenge e molte altre attività.
Per l'occasione, il centro storico è stato decorato con 250 bandiere LGBT. La città di Berna ha dovuto disattivare la funzione dei commenti su Twitter in seguito a commenti omofobi, in particolare da parte del partito svizzero dei Giovani SVP. La sezione giovanile del Partito Verde Liberale Svizzero ha dichiarato che sta valutando la possibilità di sporgere denuncia.
Jasmine Imboden e Greg Zwygart sono co-presidenti dell'associazione EuroGames 2023. Secondo Greg Zwygart, gli EuroGames sono un evento sportivo inclusivo, anche per atleti eterosessuali. L'evento include persone trans e intersex anche se queste categorie non sono presenti in alcune discipline sportive.
L'organizzazione degli EuroGames 2023 ha portato il Bern Pride ad avere un villaggio eccezionalmente grande e un programma elaborato di più giorni e più eventi, per lo più con talenti locali e pochi ospiti.

## EuroGames 2025 a Lione, Francia
Su Twitter, Julie Nublat-Faure, vicesindaco con delega allo sport, ha annunciato che gli EuroGames 2025 si terranno a Lione dal 23 al 26 luglio. È la prima volta che la città ospita una competizione sportiva europea dedicata alla comunità LGBT+ Questa 22ª edizione prevede di riunire circa 4.000 atleti provenienti da oltre 40 paesi in Europa e nel mondo, che si sfideranno lungo le rive dei fiumi Saona e Rodano in oltre trenta discipline sportive, tra cui tennis, calcio, rugby, nuoto sincronizzato, pétanque, vela, danza e canto corale. La partecipazione a questa competizione sportiva è resa possibile grazie al supporto di quindici club affiliati all'OS.L.

## Storia degli Eurogames
| Edizione | Anno | Sede              | Paese         | Logo | Partecipanti | Da quanti paesi | N. di sport | Note              | Altri candidati   |
| -------- | ---- | ----------------- | ------------- | ---- | ------------ | --------------- | ----------- | ----------------- | ----------------- |
| I        | 1992 | L'Aia             | Paesi Bassi   |      | 300          | 5               | 4           |                   |                   |
| II       | 1993 | L'Aia             | Paesi Bassi   |      | 540          | 8               | 6           |                   |                   |
| III      | 1995 | Francoforte       | Germania      |      | 2000         | 13              |             |                   |                   |
| IV       | 1996 | Berlino           | Germania      |      | 3247         | 18              | 17          |                   |                   |
| V        | 1997 | Parigi            | Francia       |      | 2000         | 18              | 17          |                   | Bruxelles, Zurigo |
|          | 1999 | Manchester        | Gran Bretagna |      | 0            | 0               | 0           | cancellati        | Colonia           |
| VI       | 2000 | Zurigo            | Svizzera      |      | 4500         |                 | 19          |                   | Amburgo           |
| VII      | 2001 | Hannover          | Germania      |      | 1500         |                 | 7           | Piccoli EuroGames |                   |
| VIII     | 2003 | Copenaghen        | Danimarca     |      | 2200         |                 | 7           | Piccoli EuroGames |                   |
| IX       | 2004 | Monaco di Baviera | Germania      |      | 5300         | 38              | 27          |                   | Vienna            |
| X        | 2005 | Utrecht           | Paesi Bassi   |      | 2855         | 44              | 9           | Piccoli EuroGames |                   |
| XI       | 2007 | Anversa           | Belgio        |      | 3650         | 38              | 11+1        | Piccoli EuroGames |                   |
| XII      | 2008 | Barcellona        | Spagna        |      | > 5000       | 40              | 25          |                   |                   |
| XIII     | 2011 | Rotterdam         | Paesi Bassi   |      |              |                 |             |                   |                   |
| XIV      | 2012 | Budapest          | Ungheria      |      |              |                 |             |                   |                   |
| XV       | 2015 | Stoccolma         | Svezia        |      |              |                 |             | Grandi EuroGames  |                   |
| XVI      | 2016 | Helsinki          | Finlandia     |      |              |                 |             | EuroGames         |                   |
| XVII     | 2019 | Roma              | Italia        |      |              |                 |             |                   |                   |
| XVIII    | 2020 | Düsseldorf        | Germania      |      |              |                 |             | cancellati        |                   |
| XIX      | 2021 | Copenaghen        | Danimarca     |      |              |                 |             |                   |                   |
| XX       | 2022 | Nimega            | Paesi Bassi   |      |              |                 |             |                   |                   |
| XXI      | 2023 | Berna             | Svizzera      |      |              |                 |             |                   |                   |
| XXII     | 2024 | Vienna            | Austria       |      |              |                 |             |                   |                   |
| XXIII    | 2025 | Lione             | Francia       |      |              |                 |             |                   |                   |